# Raúl Holguer López Mayorga
Raúl Holguer López Mayorga (ur. 24 sierpnia 1926 w Mocha) – ekwadorski duchowny rzymskokatolicki, w latach 1990-2003 biskup Latacunga.

## Życiorys
Święcenia kapłańskie przyjął 29 czerwca 1951. 30 marca 1973 został mianowany biskupem pomocniczym Guaranda ze stolicą tytularną Casae in Numidia. Sakrę biskupią otrzymał 29 kwietnia 1973. 24 maja 1980 objął urząd ordynariusza, a 18 czerwca 1990 został mianowany biskupem Latacunga. 19 lutego 2003 przeszedł na emeryturę.